# Jean-François de Sabbioneta
Jean-François de Sabbioneta, ou Jean-François de Gonzague (en italien : Gianfrancesco Gonzaga) (1446 – 28 août 1496) est le troisième fils de Louis III de Mantoue et Barbara de Brandebourg. Il est le premier comte de Sabbioneta de 1479 à sa mort et est ainsi à l'origine des lignées princières ultérieures de Gonzague-Sabbioneta, Gonzague-Gazzuolo et Gonzague-San Martino.

## Biographie
Il est né à Mantoue.
En 1478, à la mort de son père Louis III, les terres des Gonzague situées entre le Pô et l'Oglio sont héritées par ses fils, le cardinal François de Gonzague, et Jean-François. À la mort de François, ce dernier en devient l'unique seigneur, leur ajoutant le comté de Rodigo.
Jean-François choisit d'installer sa cour à Gazzuolo. La ville est fortifiée et devient plus tard le siège d'un marquisat (1565). Il épouse Antonia Del Balzo, fille de Pierre Del Balzo, duc d'Andria.
Il meurt à Bozzolo en 1496. Ses terres sont héritées par ses fils Pirro (it) et Louis, père de Giulia Gonzaga.